# ミルの方法
ミルの方法（ミルのほうほう、英: Mill's Methods）は、哲学者ジョン・スチュアート・ミルが1843年の著書『論理学体系』で述べた帰納の五つの方法。これらの方法は、因果関係の問題を解明することを意図している。
これらの方法のうち一致法（method of agreement）、差異法（method of difference）、そして共変法（method of concomitant variations）の三つは、イブン・スィーナーが1025年の著書『医学典範』（アラビア語: القانون في الطب Al-Qanun fi al-Tibb ; ペルシア語: قانون Qanun）ではじめて述べた。残りの二つ、一致差異併用法（joint method of agreement and difference）と剰余法（method of residues）は、ミルがはじめて述べた。